# Plain and Simple
Plain and Simple è un album in studio del gruppo musicale irlandese The Dubliners, pubblicato nel 1973.

## Tracce
Lato A
1. Donegal Danny – 5:39 (Bill Martin, Phil Coulter)
2. Medley – 2:35
3. Fiddlers Green – 4:22 (John Connolly)
4. Jonson's Motor Car – 1:46 (William Gillespie)
5. The Wonder Hornpipe – 2:27 (Tradizionale; arrangiamento The Dubliners)
6. The Jail of Cluan Meala – 2:46 (Tradizionale; arrangiamento Phil Coulter)

Lato B
1. The Town I Loved So Well – 6:19 (Phil Coulter)
2. The Ballad of Ronnie's Mare – 4:37 (Bill Martin, Phil Coulter)
3. The Three Sea Captains – 2:59 (Tradizionale; arrangiamenti Phil Coulter e The Dubliners)
4. Skibereen – 3:05 (Tradizionale; arrangiamento The Dubliners)
5. Rebellion – 4:30 (Tradizionale; arrangiamento Phil Coulter)

- Brano A4 sull'etichetta del vinile reca il titolo di Johnston's Motor Car
- Brano B4 in molte fonti reca il titolo di Skibbereen

## Formazione
- Ronnie Drew - voce, chitarra
- Luke Kelly - voce, banjo a 5 corde
- Barney McKenna - banjo tenore, mandolino
- Ciarán Bourke - tin whistle, armonica, chitarra, voce
- John Sheahan - fiddle, tin whistle, mandolino[2]

Note aggiuntive
- Phil Coulter - produttore
- Ian Walker - direzione artistica[3]